# 方坦河
47°01′57″N 8°04′02″E / 47.03237°N 8.06722°E

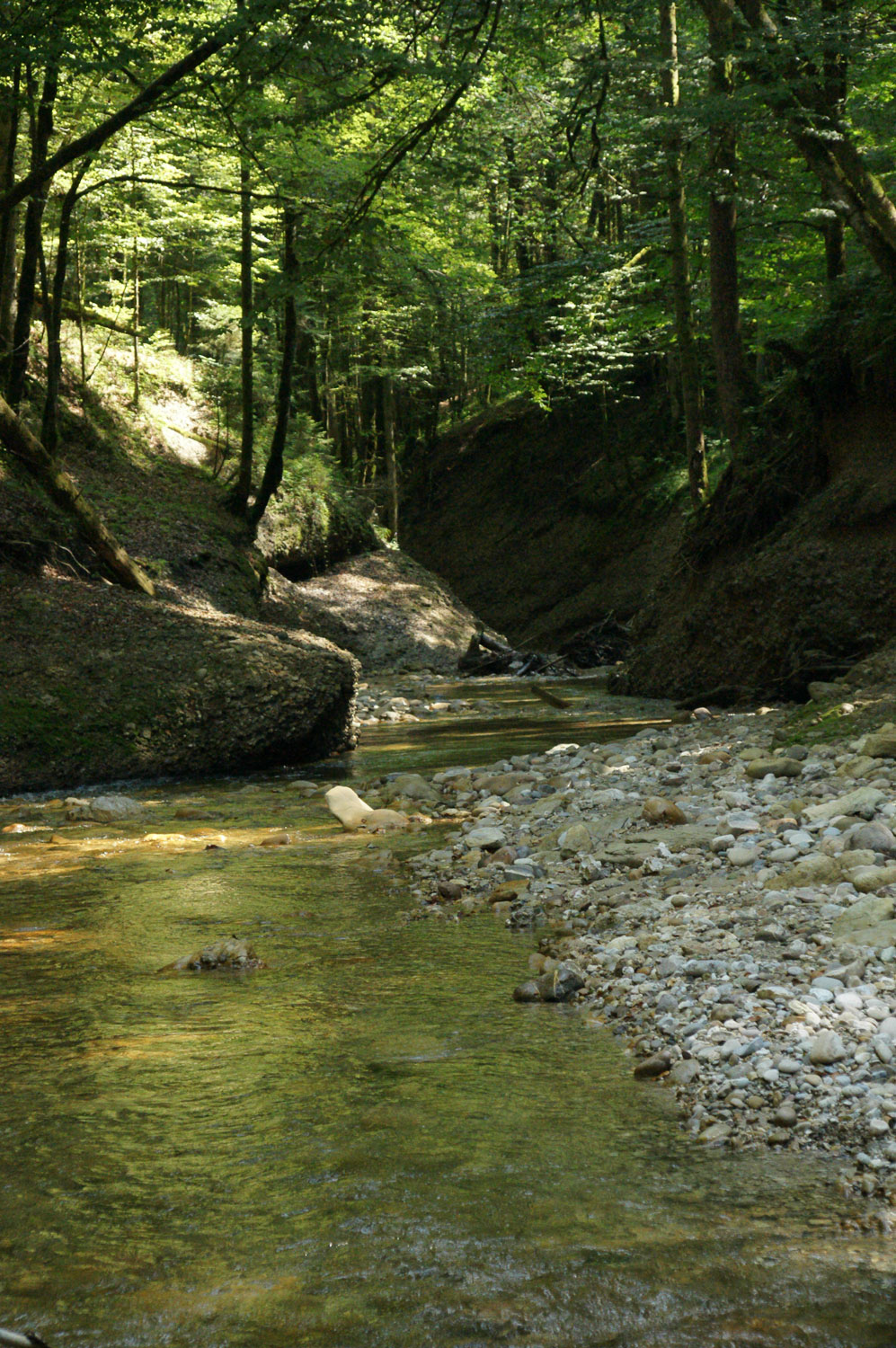

方坦河是瑞士的河流，位於該國中部，位於該國中部，流經盧塞恩州，屬於小埃默河的左支流，河道全長15公里，流域面積63平方公里，發源自納普夫山以南，河口處在沃爾胡森以南。